# Constant Huysmans
Constant Huysmans (Anversa, 11 ottobre 1928 – 16 maggio 2016) è stato un calciatore belga, di ruolo centrocampista.

## Carriera
Ha partecipato con la nazionale belga ai Mondiali 1954.